# Mariano Navone
Mariano Navone (n. 27 februarie 2001, 9 de Julio⁠(d), Buenos Aires, Argentina) este un jucător profesionist argentinian de tenis. Cea mai bună clasare la simplu este locul 29 mondial, în iunie 2024, iar la dublu locul 377 mondial, în iunie 2023.